# Thelypteris hatchii
Thelypteris hatchii är en kärrbräkenväxtart som beskrevs av Alan Reid Smith. Thelypteris hatchii ingår i släktet Thelypteris och familjen Thelypteridaceae. Inga underarter finns listade.